# Boccia op de Paralympische Zomerspelen 2012
Op de XIVe Paralympische Zomerspelen die in 2012 werden gehouden in Londen, Verenigd Koninkrijk was boccia een van de 20 sporten die werden beoefend.

## Individueel

### BC1
| Plaats | Naam            | Land                |
| ------ | --------------- | ------------------- |
| 1      | Pattaya Tadtong | Thailand            |
| 2      | David Smith     | Verenigd Koninkrijk |
| 3      | Roger Aandalen  | Noorwegen           |

### BC2
| Plaats | Naam                | Land       |
| ------ | ------------------- | ---------- |
| 1      | Maciel Sousa Santos | Brazilië   |
| 2      | Zhiqiang Yan        | China      |
| 3      | So-Yeong Jeong      | Zuid-Korea |

### BC3
| Plaats | Naam         | Land       |
| ------ | ------------ | ---------- |
| 1      | Ye-Jin Choi  | Zuid-Korea |
| 2      | Ho-Won Jeong | Zuid-Korea |
| 3      | Jose Macedo  | Portugal   |

### BC4
| Plaats | Naam              | Land     |
| ------ | ----------------- | -------- |
| 1      | Dirceu Jose Pinto | Brazilië |
| 2      | Yuansen Zheng     | China    |
| 3      | Eliseu dos Santos | Brazilië |

## Duo’s

### BC4
| Plaats | Spelers                             | Land     |
| ------ | ----------------------------------- | -------- |
| 1      | Dirceu Jose Pinto Eliseu dos Santos | Brazilië |
| 2      | Radek Prochazka Leos Lacina         | Tsjechië |
| 3      | Marco Dispaltro Josh vander Vies    | Canada   |

## Trio’s

### BC1-BC2
| Plaats | Land                |
| ------ | ------------------- |
| 1      | Thailand            |
| 2      | China               |
| 3      | Verenigd Koninkrijk |

### BC3
| Plaats | Land        |
| ------ | ----------- |
| 1      | Griekenland |
| 2      | Portugal    |
| 3      | België      |

## Medaillespiegel
| Plaats | Land                | NPC    | Goud | Zilver | Brons | Totaal |
| 1      | Brazilië            | BRA    | 3    | 0      | 1     | 4      |
| 2      | Thailand            | THA    | 2    | 0      | 0     | 2      |
| 3      | Zuid-Korea          | KOR    | 1    | 1      | 1     | 3      |
| 4      | Griekenland         | GRE    | 1    | 0      | 0     | 1      |
| 5      | China               | CHN    | 0    | 3      | 0     | 3      |
| 6      | Verenigd Koninkrijk | GBR    | 0    | 1      | 1     | 2      |
| 6      | Portugal            | POR    | 0    | 1      | 1     | 2      |
| 8      | Tsjechië            | CZE    | 0    | 1      | 0     | 1      |
| 9      | België              | BEL    | 0    | 0      | 1     | 1      |
| 9      | Canada              | CAN    | 0    | 0      | 1     | 1      |
| 9      | Noorwegen           | NOR    | 0    | 0      | 1     | 1      |
| Totaal | Totaal              | Totaal | 7    | 7      | 7     | 21     |

Atletiek · Bankdrukken · Basketbal · Blindenvoetbal · Boogschieten · Boccia · CP-voetbal · Goalball · Judo · Paardensport · Roeien · Rugby · Schermen · Schietsport · Tafeltennis · Tennis · Volleybal · Wielersport · Zeilen · Zwemmen
New York & Stoke Mandeville 1984 · 
Seoel 1988 · 
Barcelona 1992 · 
Atlanta 1996 · 
Sydney 2000 · 
Athene 2004 · 
Peking 2008 · 
Londen 2012 · 
Rio de Janeiro 2016 · 
Tokio 2020 ·
Parijs 2024 ·  
Los Angeles 2028